# Ľudmila Šapošniková-Aujeská
Ľudmila Šapošniková-Aujeská (19. února 1906, Saratov, Rusko – 13. července 1985, Nitra) složila pilotní zkoušky v roce 1930 jako první žena na Slovensku (Československá republika). Létala nejen doma, ale také na leteckých soutěžích v Evropě.

## Mládí
Otec Ľudmily Karel Trejbal pocházel z Prahy a byl obchodníkem. Procestoval část východní Evropy. S matkou Ľudmily (ruskou Němkou) Beatou Schmidtovou se seznámil v Saratově. V roce 1906 se zde Ľudmila narodila. Jejím rodným jazykem byla ruština, slovensky se naučila až později. Po vzniku Československa odešla rodina Trejbalova z Ruska do Čech, plánovali usadit se v Praze. V obchodu se mu nedařilo. Rozhodl se vystěhovat do Rumunska. Pomohla náhoda a Trejbalovi skončili v Nitře, kde koupili obchod se železářstvím. Od začátku žili ve vilové čtvrti na Čineši. Otec provozoval obchod, dcera chodila do gymnázia. Protože dětství prožila Rusku, naučila se slovensky se silným ruským přízvukem, který jí zůstal po celý život.

## Počátky létání
Hned za jejich domem bylo vojenské letiště a Ľudmila si již od mládí přála létat. Na tamním letišti se potkávali nejlepší sportovní letci. Zde se také seznámila s vojenským letcem, Nikolajem Šapošnikovem, později se za něho provdala.

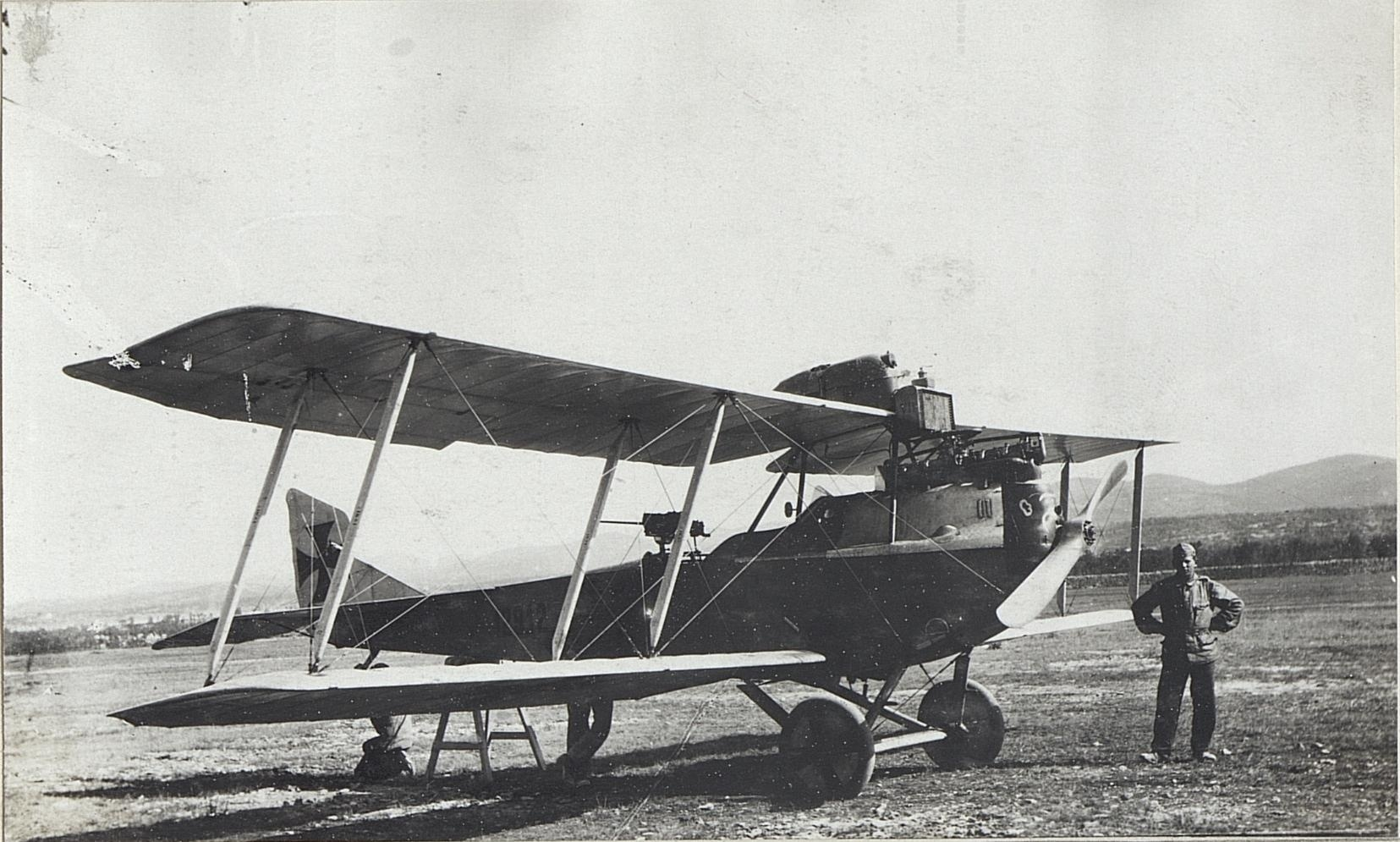
Hanza Brandenburg C.I - bombardovací a průzkumný letoun

O Šapošnikovovi není známo mnoho životopisných údajů. Pocházel z Baku, byl nejen letcem, ale i konstruktérem malých sportovních letadel. V červenci roku 1922 byl přijat do československé armády. Nikolaj byl velitelem vojenského letectva v Bratislavě (1922–1930). Ve Vajnorech byl spoluzakladatelem prvního slovenského aeroklubu.
První lety Ľudmila absolvovala na vyřazených vojenských letadlech Brandenburg, která již nebyla bezpečná a často se opravovala. Pilotní zkoušky složila 18. října 1930 jako první žena na Slovensku.

## Ľudmila - pilotka

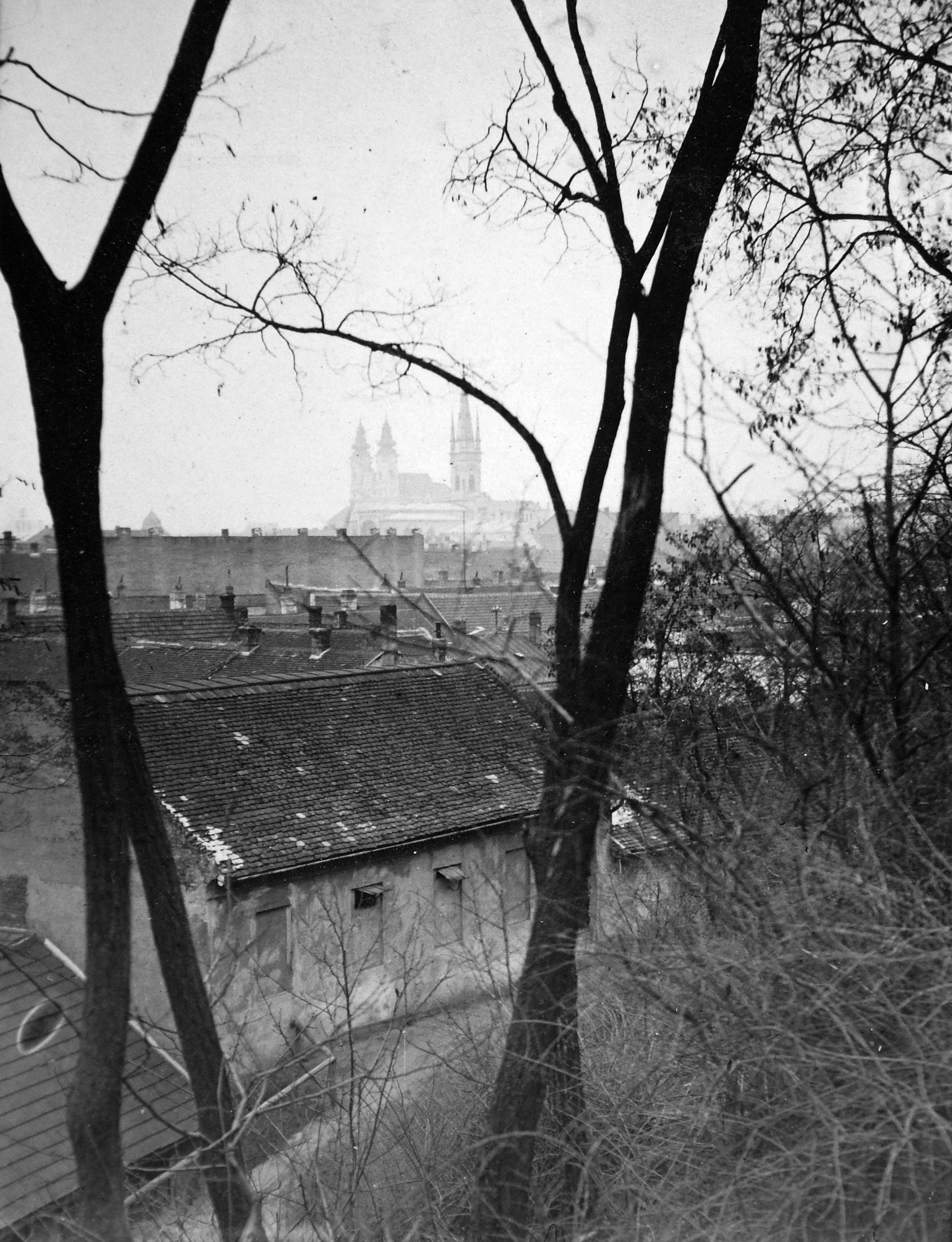
Nitra v roce 1929

Ve světě již létaly ženy pilotky (např. v USA registrovali 216 žen, které složily pilotní zkoušky). Ľudmila byla však první pilotkou na Slovensku. Druhou ženou pilotkou byla až v roce 1935 Kitty Krivdová-Schweigertová (ta létala do počátku II. světové války, pak skončila).
Manžel Nikolaj Ľudmila podporoval jako vynikající letec a také konstruktér. V Nitře v leteckých závodech konstruoval kluzáky. Pro manželku zkonstruoval speciální malé letadlo (říkali mu „Vrabčák“). S rozpětím křídel 5,5 metru bylo nejmenším motorovým letadlem v Evropě. Toto období bylo v živote Ľudmily Šapošnikové nejšťastnější. Létala nejen doma, ale také na leteckých soutěžích v Evropě.
Slova, která vystihují její život: „…Den, kdy je takové počasí, že nemohu létat, je pro mne ztracený a s hrůzou myslím na blížící se zimu! Celou zimu nebudu moci sednout do letadla a vznést se nad zasněžený zimní svět. Toužebně budu očekávat jaro, až se otevře hangár…“

## Manželství
Není známo datum, kdy se Ľudmila Trejbalová vdala za Šapošnikova, ani kdy se rozvedli, byla to asi 30. léta 20. století. Rozvod byl v té době na Slovensku výjimečný. Velkou roli však v jejich vztahu sehrál alkohol, s kterým měl Nikolaj problém celý život. Ľudmila od něho odešla a vrátila se k rodičům do Nitry.
Po rozvodu Ľudmila přestala s létáním.
V roku 1939 se vdala podruhé. Vzala si Jozefa Aujeského. Vlastnil v Nitře mlýn. Po roce 1948 byl mlýn znárodněn a manžel Ľudmily pracoval jako úředník. Žili v malém domě až do jeho smrti v roce 1965.

## Stáří
Vdova Aujeská žila z malého důchodu. Přestěhovala se do jednopokojového bytu v paneláku a přivydělávala si pletením. O svém létání nemluvila. Na sklonku života ji často navštěvovala letecká akrobatka Alžběta Kapustová. Ľudmila Šapošnikovová-Aujeská zemřela 13. července 1985 ve věku nedožitých 80 let.

## Dokument První
O deseti ženách. které se prosadily jako první v různých oblastech života (od vědy až po umění), natočila v roce 2013 společnost Hitchhiker Cinema v koprodukci s RTVS a Slovenským filmovým ústavem sérii dokumentárních portrétů. Mezi těmito ženami byla i Ľudmila Šapošniková-Aujeská.